# Рошвальд, Мордехай
Мордехай Рошвальд (англ. Mordecai Marceli Roshwald, 26 мая 1921[…], Польша — 19 марта 2015[…], Силвер-Спринг, Мэриленд) — американский учёный и писатель-фантаст. Рошвальд родился в Дрогобыче (Польша, ныне Украина), в еврейской семье, позже эмигрировал в Израиль. Окончил гимназию в Тель-Авиве. Учился в Еврейском университете в Иерусалиме, где был учеником известного философа и исследователя хасидизма, профессора Мартина Бубера. В Иерусалиме Рошвальд изучал философию, историю и социологию.
Его самая известная работа — «Уровень 7» (1959), постапокалиптический научно-фантастический роман. Он также является автором книг «Маленький Армагеддон» (1962 год) и «Сны и кошмары: наука и техника в мифах и художественной литературе» (2008 год).
Рошвальд был «почётным профессором гуманитарных наук Миннесотского университета и приглашённым профессором во многих университетах мира».
На момент смерти он жил в Силвер-Спринг, штат Мэриленд, США.